# Ngũ cốc tinh chế

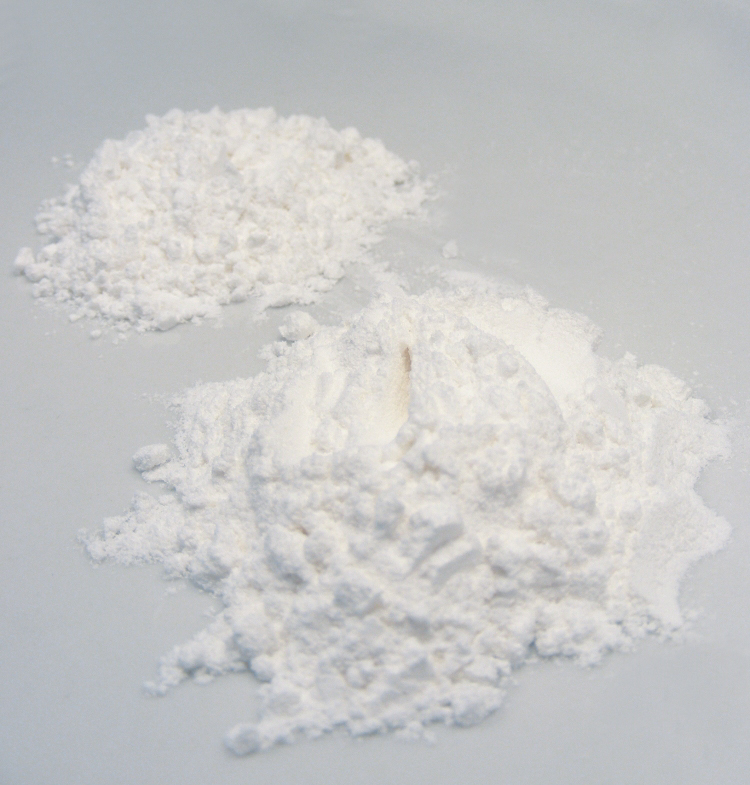
Một loại bột gạo đã qua tinh chế

Ngũ cốc tinh chế là các loại ngũ cốc thành phẩm đã được chiết tách, sản xuất qua quá trình tinh luyện, xử lý và trái ngược với ngũ cốc nguyên cám tức các sản phẩm ngũ cốc bao gồm ngũ cốc hoặc cám đã được thay đổi lớn từ thành phần tự nhiên của chúng. Quá trình tinh chế nói chung liên quan đến việc loại bỏ cám và mầm. Hơn nữa việc tinh chế bao gồm trộn, tẩy trắng, và bổ sung thêm các vi chất, dưỡng chất trở lại trong dinh dưỡng làm phong phú thêm sản phẩm. Bởi vì các chất dinh dưỡng bổ sung chỉ đại diện cho một phần nhỏ của các chất dinh dưỡng được loại bỏ, ngũ cốc tinh chế được coi là dinh dưỡng kém hơn so với ngũ cốc nguyên cám.

## Góc độ dinh dưỡng
Nhiều lời khuyên cho rằng ăn ngũ cốc nguyên cám (ngũ cốc nguyên chất), giảm ngũ cốc tinh chế, có thể tốt cho tim và ăn nhiều ngũ cốc tinh chế và có vị ngọt chẳng hạn như các loại bánh rán mỗi tuần có thể làm tăng nguy cơ ung thư tuyến tụy. Việc ăn những thực phẩm tinh chế, đặc biệt là ngũ cốc tinh chế, là một trong những nguyên nhân quan trọng gây nên các bệnh mãn tính, từ khi thế giới bắt đầu phát triển công nghệ xay xát ngũ cốc và tinh chế hạt, các bệnh mãn tính phát triển mạnh.
Ngũ cốc tinh chế thường có đường huyết cao, nên có tác động đáng kể đến lượng đường trong máu và có thể dẫn đến sự mất cân bằng trong máu. Nên thay thế ngũ cốc tinh chế thành ngũ cốc nguyên hạt, vừa cung cấp nhiều chất xơ hơn đáng kể, lại giàu chất dinh dưỡng hơn. Các loại thực phẩm giàu chất xơ như ngũ cốc nguyên hạt có thể giúp bạn quản lý sự thèm ăn và trọng lượng của bạn, đồng thời lại đối phó được với tình trạng u nang trở nên xấu hơn.